# جيرمي سليت
جيرمي سليت (بالإنجليزية: Jeremy Slate)‏ هو ممثل أمريكي، ولد في 17 فبراير 1926 باتلانتيك سيتي في الولايات المتحدة، وتوفي في 19 نوفمبر 2006 بلوس أنجلوس في الولايات المتحدة بسبب سرطان المريء.

## أعمال

### أفلام
- (1959) شمالا إلى الشمال الغربي
- (1965) أبناء كيتي إلدر
- (1969) عزم حقيقي

### مسلسلات
- اسمي إيرل

## وصلات خارجية
- جيرمي سليت على موقع IMDb (الإنجليزية)
- جيرمي سليت على موقع ألو سيني (الفرنسية)
- جيرمي سليت على موقع ميوزك برينز (الإنجليزية)
- جيرمي سليت على موقع أول موفي (الإنجليزية)
- جيرمي سليت على موقع قاعدة بيانات برودواي على الإنترنت (الإنجليزية)
- جيرمي سليت على موقع قاعدة بيانات الأفلام السويدية (السويدية)
- جيرمي سليت على موقع إن إن دي بي (الإنجليزية)
- جيرمي سليت على موقع ديسكوغز (الإنجليزية)
- جيرمي سليت على موقع قاعدة بيانات الفيلم (الإنجليزية)
- جيرمي سليت على موقع كينوبويسك (الروسية)